# 블루스 음계
블루스 스케일(blues scale)은 몇가지의 다른 음계를 이용하여 독특한 특징을 나타내는 스케일의 한 종류이다.

## 종류

### 헥사토닉
헥사토닉, 혹은 식스-노트라 불리는 이 블루스 스케일은 마이너 펜타토닉 스케일에서 플랫 5도를 추가한 것을 말한다. 블루스 스케일의 주요 특징은 블루 노트 사용이라고 볼 수 있는데, 블루노트가 대체적으로 음계로 간주되어 블루스 스케일의 음계와 기존 음계의 정의가 맞지 않는 것으로 간주 될 수 있다. 기본적으로 이 블루스 스케일은 12-바 블루스 진행에 있어서 모든 코드에 일반적으로 사용된다. 게다가, 현대 재즈 이론에 따르면 일반적으로 키에 맞추는 것보단 코드에 맞춰 사용됐다. 이 스케일의 발전 과정은 아마 아시아 (메이저 펜타토닉)에서 북미 원주민 (마이너 펜타토닉)을 통해 5도 플랫 노트를 추가한 것이라 보고있다.

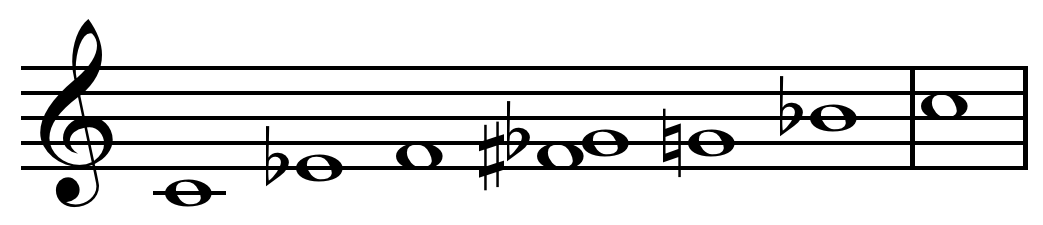
마이너 펜타토닉에서 4♯도, 5♭도를 추가한 블루스 스케일

그린블랏트는 블루스 스케일을 두개로 정의하였는데, 메이저 스케일과 마이너 스케일이다. 메이저 블루스 스케일은 C, D, D♯/E♭, E, G, A, 마이너 블루스 스케일은 C, D♯/E♭, F, F♯/G♭, G, B♭의 음을 사용한다. 위의 그림은 헥사토닉 스케일을 설명하고 있다.

### 헵타토닉
블루스 스케일의 헵타토닉, 혹은 세븐 노트의 정의는 3♭도, 5도, 7도의 온음계를 말한다. 스티븐 스미스는 "블루 노트를 블루스 스케일에 넣은 것은 중대한 실수다. 그 후, 우리는 불필요하게 스케일의 의미를 변경하였다." 라고 질책하였다. 헵타토닉은 하모닉 메이저 스케일의 2번째 모드 스케일이다.

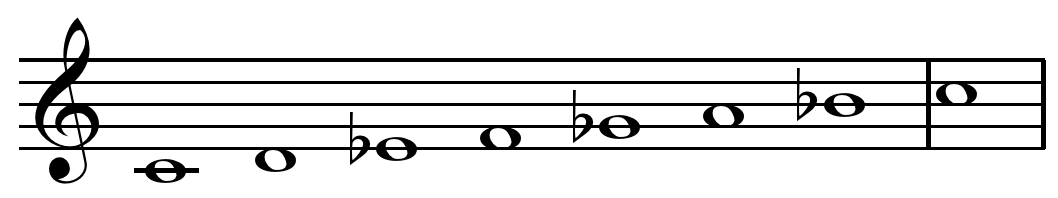
다이어토닉 스케일에서 3♭도, 5도, 7도로 바꾼 블루스 스케일

### 노타토닉
나인 노트 블루스 스케일은 본래 밴워드와 세이커에 의해 정의된 메이저 스케일에서 3♭도와 7도를 바꾼 크로매틱 스케일의 변형을 말한다 (후에 이것은 도리안 모드에 영향을 준다). 기존의 3도, 7도를 변형함으로써 블루스의 특색을 준다. 이렇게 변형된 노트들은 블루 노트라고 일컫게 되는데, 아프리칸 스케일을 사용한 음악에 영향을 끼친 상징으로 생각된다.

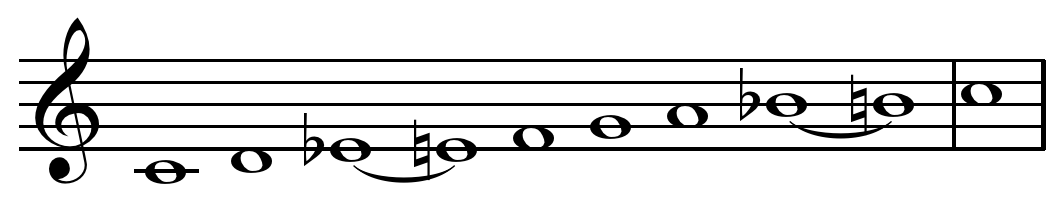
메이저 스케일에서 크로매틱 변형을 한 블루스 스케일

다른 비공식적 스케일의 방법은 쿼터 스탭과 마이너 블루스 스케일에서 3도와 7도를 추가한 것을 말할 수 있다. 예를 들자면 A 마이너 블루스 스케일은 A   B   C(+1/4) D  E  F#  G(+1/4 )가 되어야한다. 또한 D#은 추가될수있는 노트로 활용될수있다.  기타 플레이어들은 쿼터 스탭에서 밴딩을 이용한 기술로 노트를 추가할 수 있다.

## 사용의 예
재즈에서 블루스 스케일은 즉흥연주에서 음악가들이 음악에 대해 다양한 표현을 넣기 위해서 사용되었다. 이것은 12바 블루스 진행에서 첫번째 도미넌트 세븐 코드의 조에 맞춰 전체에 아울러 연주할 수 있다. 예를 들면 C 헥사토닉 블루스 스케일은 C 블루스 코드 진행에서 사용될 수 있다. 또한 블루스 스케일은 마이너 코드에서도 사용할 수 있다. 재즈 교육자인 제이미 에버솔드는 블루스 스케일의 소리와 느낌에 대해 펑키한, 토속적인, 블루지하다고 설명하였다.
블루스 스케일은 다른 장르에서 블루스를 일컫는 특징, 용어로 사용된다.

## 추가 문헌
- Hewitt, Michael. 2013. Musical Scales of the World, The Note Tree. ISBN 978-0957547001.